# Gandy (Nebraska)
Gandy és una població dels Estats Units a l'estat de Nebraska. Segons el cens del 2000 tenia 30 habitants.

## Demografia
Segons el cens del 2000, Gandy tenia 30 habitants, 14 habitatges, i 9 famílies. La densitat de població era de 48,3 habitants per km².
Dels 14 habitatges en un 14,3% hi vivien nens de menys de 18 anys, en un 71,4% hi vivien parelles casades, en un 0% dones solteres, i en un 28,6% no eren unitats familiars. En el 28,6% dels habitatges hi vivien persones soles el 21,4% de les quals corresponia a persones de 65 anys o més que vivien soles. El nombre mitjà de persones vivint en cada habitatge era de 2,14 i el nombre mitjà de persones que vivien en cada família era de 2,6.
Per edats la població es repartia de la següent manera: un 13,3% tenia menys de 18 anys, un 6,7% entre 18 i 24, un 26,7% entre 25 i 44, un 36,7% de 45 a 60 i un 16,7% 65 anys o més.
L'edat mediana era de 46 anys. Per cada 100 dones de 18 o més anys hi havia 85,7 homes.
La renda mediana per habitatge era de 24.167 $ i la renda mediana per família de 47.500 $. Els homes tenien una renda mediana de 48.125 $ mentre que les dones 9.375 $. La renda per capita de la població era de 20.650 $. Cap de les famílies i el 20,8% de la població estaven per davall del llindar de pobresa.

## Poblacions més properes
El següent diagrama mostra les poblacions més properes.